# 加雷特·麥考利
加雷特·杰拉德·麥考利（英語：Gareth McAuley；1979年12月5日—）是一位北愛爾蘭足球運動員。在場上的位置是後衛。他也代表北愛爾蘭國家足球隊參賽。

## 榮譽
科爾雷因
- Irish Cup：2002–03[5]

個人
- PFA Team of the Year: 2005–06 League Two[6]
- Ipswich Town Player of the Year: 2009–10[7]
- 西布罗姆维奇 Player of the Year: 2012–13
- 西布罗姆维奇 Players' Player of the Year: 2012–13

勳章
- MBE：2019

## 外部連結
- 足球数据库：Gareth McAuley的球员统计数据